# Mezobromelia capituligera
Mezobromelia capituligera là một loài thực vật có hoa trong họ Bromeliaceae. Loài này được (Griseb.) J.R.Grant mô tả khoa học đầu tiên năm 1993.

## Hình ảnh

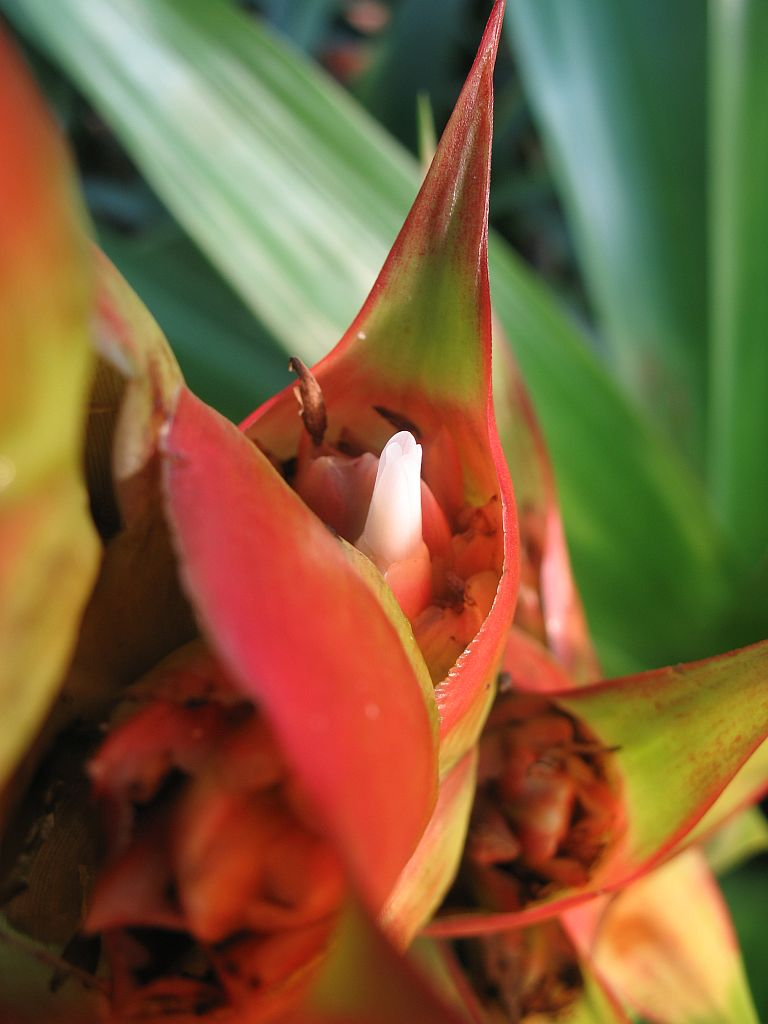
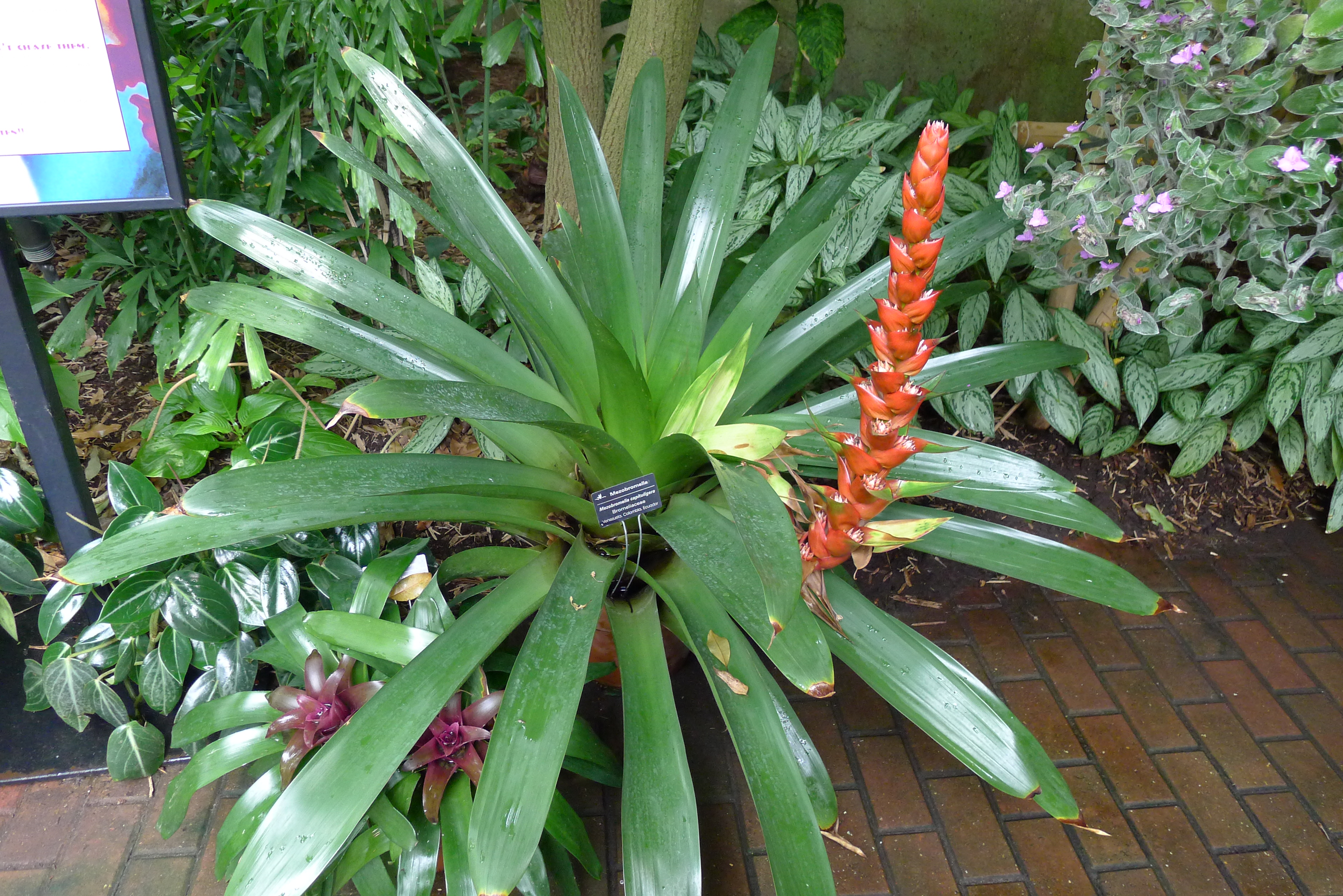